# Li Tu
Li Tu (* 27. Mai 1996 in Adelaide, South Australia) ist ein australischer Tennisspieler.

## Karriere
Li Tu galt als Jugendlicher als hoffnungsvolles Tennistalent, 2012 spielte er für das Junioren-Team im Junior-Davis-Cup. In der Saison 2014 versuchte er sich auch bei den Profis, konnte dort aber kaum Matches gewinnen, sodass sich sein Fokus zunächst auf ein Studium und eine Ausbildung zum Tennistrainer verschob.
Während der coronabedingten Pause des Profitennis nahm Tu an der UTR Series teil, die über Australien verteilt an vielen Orten stattfand. Seine starke Bilanz – er gewann 28 von 30 Matches – machte auf ihn aufmerksam. Anfang 2021 bekam er dadurch eine Wildcard für sein erstes Turnier der ATP Tour, die Murray River Open in Melbourne. Bei seinem Debüt unterlag er dem Portugiesen Pedro Sousa in der ersten Runde in zwei Sätzen. Durch die Absage von Andy Murray bei den Australian Open 2021, wurde dessen Wildcard weiter an Tu gegeben. Allein die Teilnahme am Turnier brachte ihm 100.000 Australische Dollar ein. In der ersten Runde konnte er dem Veteranen Feliciano López gut Paroli bieten, verlor letztlich aber in vier Sätzen. 

## Erfolge
| Legende (Anzahl der Siege) |
| Grand Slam                 |
| ATP Finals                 |
| ATP Tour Masters 1000      |
| ATP Tour 500               |
| ATP Tour 250               |
| ATP Challenger Tour (2)    |

### Einzel

#### Turniersiege
| Nr. | Datum            | Turnier | Belag     | Finalgegner | Ergebnis  |
| --- | ---------------- | ------- | --------- | ----------- | --------- |
| 1.  | 16. Oktober 2022 | Seoul   | Hartplatz | Wu Yibing   | 7:65, 6:4 |

### Doppel

#### Turniersiege
| Nr. | Datum         | Turnier | Belag     | Partner      | Finalgegner                | Ergebnis         |
| --- | ------------- | ------- | --------- | ------------ | -------------------------- | ---------------- |
| 1.  | 27. Juli 2024 | Chicago | Hartplatz | Luke Saville | Mac Kiger Benjamin Sigouin | 6:4, 3:6, [10:3] |